# Franciszek Dymarski
Franciszek Dymarski (ur. 1 stycznia 1901 w Nowej Obrze - zm. 8 sierpnia 1963) – polski duchowny katolicki, działacz społeczny. Ksiądz kanonik, major Wojska Polskiego. Dziekan dekanatu ostrowskiego.
Święcenia kapłańskie przyjął 22 grudnia 1923 roku. W okresie międzywojennym posługę kapłańską sprawował w parafii św. Wojciecha w Poznaniu. Od 1 stycznia 1930 jako kapitan był kapelanem, a od 19 marca 1937 starszym kapelanem Wojska Polskiego, administratorem parafii wojskowej pw. Św. Józefa Oblubieńca w Poznaniu, szefem duszpasterstwa 14 Dywizji Piechoty. Po wkroczeniu wojsk hitlerowskich, 19 września 1939 roku został wzięty do niewoli i osadzony w oflagach. Od 8 grudnia 1939 roku przebywał w obozie koncentracyjnym w Buchenwaldzie, a 7 lipca 1942 roku został przeniesiony do obozu w Dachau. Uwolniony przez żołnierzy amerykańskich z 7 armii gen. Pattona 29 kwietnia 1945. Po wojnie przez krótki czas pracował w parafii św. Idziego w Mikorzynie. Z dniem 15 listopada 1947 metropolita poznański arcybiskup Walenty Dymek erygował nową parafię pw. św. Antoniego Padewskiego w Ostrowie Wielkopolskim i mianował ks. Franciszka Dymarskiego pierwszym jej proboszczem. Dokończył budowę kościoła, wyposażył wnętrze, zorganizował cmentarz parafialny na Parcelach Zacharzewskich.
Pochowany na zorganizowanym przez siebie cmentarzu w Ostrowie.
Postać darzona w Ostrowie powszechnym szacunkiem. Na 25-lecie kapłaństwa miejscowi kupcy i rzeźnicy ufundowali dla kościoła św. Antoniego z Padwy ołtarz św. Józefa. Po śmierci uhonorowany tablicą pamiątkową na kościele oraz ulicą swojego imienia w Ostrowie. Jest również patronem jednej z ulic w Ostrowie.